# Андрусів Наталка Юліанівна
Наталка Юліанівна Андру́сів (до шлюбу Семіон; 4 березня 1910, Косів, нині Івано-Франківської області, Україна — 17 березня 2002, Рівергед, США) — українська оперна співачка, тенісистка.

## Біографія
Народилася 4 березня 1908 року в Косові наймолодшою донькою в родині Юліяна Семіона та його дружини Павлини Драгомирецької. Крім Наталії, в сім'ї були ще три сестри і брат, якого під час Другої світової війни убили нацисти. Коли дівчинці виповнилося чотири, померла мати. Батько, який тоді був директором школи в Коломиї, перевіз усю родину до себе. Коли батько одружився вдруге, Наталя переселилася до Станіславова (нині Івано-Франківськ), де жила під опікою монахинь. Там вона закінчила початкову школу.
Ще малою Наталя цікавилася грою в теніс, мала нагоду спостерігати за сином Івана Франка Петром, який працював учителем гімназії. З його допомогою і притаманним їй завзяттям Наталія Семіон три роки поспіль була чемпіонкою Галичини (за іншою версією, Покуття, а згодом Львова).
Навчалася в Коломийській філії Львівського вищого музичного інституту в класі Романа Рубінгера, у Варшавській консерваторії у класі Софії Белевич.
Під час Варшавського повстання 1944 року вивезена на примусові роботи до Німеччини. Від 1947 року — в США. Поселилася в Рівергеді (Лонг-Айленд, Нью-Йорк).
Наталка Андрусів співала у Філадельфійській опері, співпрацювала з композитором Ярославом Барничем у постановці опери Миколи Лисенка «Чорноморці». Співала в опері Василя Овчаренка «Лис Микита», на відкритті пам'ятника Лесі Українці в Клівленді, на концертах та академіях, присвячених видатним українським історичним датам і діячам.
Наталка Андрусів — авторка концертної програми «З піснею довкола світу за 80 хвилин», в якій представлено твори різними мовами.
Чоловік — український художник Петро Андрусів.